# Aliquotrij
In de getaltheorie is de aliquotrij van een natuurlijk getal een rij getallen die begint met dat getal en waarvan verder ieder getal de aliquotsom is van het getal dat in die rij eraan vooraf gaat. Het komt uit het Latijn, van aliquot, alius, anders en quot, hoeveel.
Voorbeelden
- Is {\displaystyle n=6}, dan is, met {\displaystyle s} als functie die de aliquotsom van {\displaystyle n} geeft:[2]

{\displaystyle s(6)=1+2+3=6}, enz.
De aliquotrij van het getal {\displaystyle 6} is dan: {\displaystyle 6,6,6,...}.
- Is {\displaystyle n=18}, dan is:

{\displaystyle s(18)=1+2+3+6+9=21,s(21)=1+3+7=11,s(11)=1,s(1)=0}
De aliquotrij van {\displaystyle 18} is dan: {\displaystyle 18,21,11,1,0}.
De aliquotrij van een willekeurig natuurlijk getal {\displaystyle n} kan, op basis van bovenstaande definitie, worden geschreven als:
{\displaystyle n,s(n),s(s(n)),s(s(s(n))),...}
Of, recursief gedefinieerd met {\displaystyle a_{k}} als algemene term van de rij:
{\displaystyle \left\{{\begin{array}{*{35}{l}}(i)&{{a}_{0}}=n\\(ii)&{{a}_{k}}=s({{a}_{k-1}}){\text{,}}\ {\text{voor}}\ k\geq 1\ {\text{en}}\ {{a}_{k-1}}>0\\(iii)&{{a}_{k}}=0,\ {\text{als}}\ {{a}_{k-1}}=0\\\end{array}}\right.}
Onderdeel {\displaystyle (iii)} van deze definitie is toegevoegd, opdat de rijen die met een {\displaystyle 0} zouden eindigen, dan doorlopen met {\displaystyle 0,0,0,...}.

## Eigenschappen
- Veel aliquot-rijen eindigen met {\displaystyle 0}, omdat de op twee na laatste term in zo’n rij een priemgetal is (dat per definitie alleen {\displaystyle 1} als echte deler heeft). De eerste vijfendertig getallen met die eigenschap zijn:[4]

{\displaystyle 1,2,3,4,5,7,8,9,10,11,12,13,14,15,16,17,18,19,20,21,22,23,24,26,27,29,30,31,32,33,34,35,36,37,38}
- De aliquotrij van een perfect getal {\displaystyle n} (zoals de getallen {\displaystyle 6} en {\displaystyle 28}) eindigt niet, maar repeteert:

{\displaystyle n,n,n,...}
- De aliquotrij van een bevriend getal is eveneens repeterend. Immers, als de getallen {\displaystyle a} en {\displaystyle b} bevriend zijn, dan is per definitie {\displaystyle s(a)=b} en {\displaystyle s(b)=a}. De aliquotrij van {\displaystyle a} is dan:

{\displaystyle a,b,a,b,...}
- Er zijn ook aliquot-rijen die repeteren zonder dat het startgetal een perfect of een bevriend getal is.

Voorbeeld. Voor {\displaystyle n=95} is:
{\displaystyle s(95)=1+5+19=25,\ s(25)=1+5=6,\ s(6)=6}, enzovoort.
De aliquotrij van {\displaystyle 95} is dan: {\displaystyle 95,25,6,6,...}.

## Vermoeden van Catalan-Dickson
De Belgische wiskundige Catalan (1814-1894) formuleerde in 1888 het volgende vermoeden omtrent aliquot-rijen:
Elke aliquotrij eindigt met een priemgetal of met een perfect getal.
Dit vermoeden is in 1913 is door Dickson (1874-1954) aangescherpt tot:
Elke aliquotrij eindigt met een priemgetal of met een perfect getal, of gaat over in een repeterende rij.
Het blijft nog steeds bij een vermoeden omdat van enkele getallen niet bekend is hoe ze eindigen. Dit zijn onder meer de zogenoemde Vijf van Lehmer: 276, 552, 564, 660 en 966.